# Ellie Daniel
Eleanor Suzanne Daniel dite Ellie Daniel, née le 11 juin 1950 à Philadelphie, est une nageuse américaine.

## Biographie
Aux Jeux olympiques de 1968 à Mexico, elle remporte le titre lors du relais 4 x 100 mètres quatre nages, ainsi que deux autres médailles individuelles : l'argent sur le 100 mètres papillon et le bronze sur le 200 mètres papillon. Quatre ans plus tard, lors des Jeux olympiques de Munich. En 1971, elle bat le record du monde du 200 m papillon.

## Palmarès

### Jeux olympiques
- Jeux olympiques de 1968 :
  -  Médaille d'or du relais 4 x 100 mètres quatre nages
  -  Médaille d’argent du 100 mètres papillon
  -  Médaille de bronze du 200 mètres papillon
- Jeux olympiques de 1972 :
  -  Médaille de bronze du 200 mètres papillon

### Jeux panaméricains
- Jeux panaméricains 1967
  -  Médaille d'or du 100 mètres papillon
  -  Médaille d'or du relais 4 x 100 mètres quatre nages